# Obodes III
Obodes III o Obedes III (grec antic: Ὀβόδας, Obódas o Ὀβέδας, Obédas; àrab: عبادة, ʿUbāda) fou un rei dels nabateus, successor de Màlic II vers el 28 aC.
És esmentat per Estrabó i Flavi Josep que diuen que era un home indolent que va deixar la direcció dels afers del regne a Sil·leu. Durant el seu regnat es va produir l'expedició d'Eli Gal a Aràbia (24 aC). Vers el 9 aC el va succeir Aretes IV Filopàter, el sogre d'Herodes Antipes.